# Пенн Тауншип (округ Ланкастер, Пенсільванія)
Пенн Тауншип (англ. Penn Township) — селище (англ. township) в США, в окрузі Ланкастер штату Пенсільванія. Населення — 10 210 осіб (2020).

## Демографія
Згідно з переписом 2010 року, у селищі мешкало 8789 осіб у 3344 домогосподарствах у складі 2479 родин. Було 3485 помешкань
Расовий склад населення:
| - 95,9 % — білих - 1,3 % — азіатів - 1,0 % — чорних або афроамериканців - 0,1 % — корінних американців |

До двох чи більше рас належало 0,8 %. Частка іспаномовних становила 2,3 % від усіх жителів.
За віковим діапазоном населення розподілялося таким чином: 23,7 % — особи молодші 18 років, 57,0 % — особи у віці 18—64 років, 19,3 % — особи у віці 65 років та старші. Медіана віку мешканця становила 42,6 року. На 100 осіб жіночої статі у селищі припадало 97,7 чоловіків;  на 100 жінок у віці від 18 років та старших — 93,2 чоловіків також старших 18 років.
Середній дохід на одне домашнє господарство  становив 75 792 долари США (медіана — 69 255), а середній дохід на одну сім'ю — 84 807 доларів (медіана — 72 271). Медіана доходів становила 53 569 доларів для чоловіків та 41 599 доларів для жінок. За межею бідності перебувало 4,6 % осіб, у тому числі 3,8 % дітей у віці до 18 років та 8,7 % осіб у віці 65 років та старших.
Цивільне працевлаштоване населення становило 4543 особи. Основні галузі зайнятості: освіта, охорона здоров'я та соціальна допомога — 24,8 %, виробництво — 17,6 %, роздрібна торгівля — 12,5 %, будівництво — 8,7 %.